# إكبار إزدار (الدير)
إكبار إزدار هو دُوَّار يقع بجماعة الدير، إقليم تارودانت، جهة سوس ماسة في المملكة المغربية. ينتمي الدوّار لمشيخة الدير التي تضم 24 دوار. يقدر عدد سكانه بـ 603 نسمة حسب الإحصاء الرسمي للسكان والسكنى لسنة 2004.

## روابط خارجية
- البوابة الوطنية للجماعات الترابية
- المندوبية السامية للتخطيط